# 전의향교
전의향교(全義鄕校)는 세종특별자치시 전의면에 있는 조선시대의 향교이다. 1997년 12월 23일 충청남도의 기념물 124호로 지정되었으나 세종특별자치시 출범에 따라 2012년 7월 1일 해제되었고, 2012년 12월 31일 세종특별자치시의 기념물 제7호로 재지정되었다.

## 개요
향교는 조선시대 관립교육 기관으로 고을마다 세워졌다. 이 향교는 1416년 (조선 태종 16년)에 동교리에 처음 세워졌으나 1682년(숙종 8년)에 현 위치로 옮겨 지었다. 
건물은 공자를 위시한 역대 성현들의 위패를 모시고 봄과 가을에 제사를 드리는 대성전과 학물을 가르치고 배우던 명륜당이 있다.
1866년(고종 3년)에 명륜당을 고치고 이듬해 대성전을 다시 고쳤다. 현 대성전은 1972년에 증축한 것으로 정면 5칸 측면 3칸의 건물이다.

## 참고 자료
- 전의향교 - 국가유산청 국가유산포털